# کنسولگری روسیه در اصفهان
کنسولگری روسیه مربوط به دوره قاجار است و در اصفهان، چهار راه تختی، کوچه مسجد سرخی واقع شده و این اثر در تاریخ ۱۱ مرداد ۱۳۸۴ با شمارهٔ ثبت ۱۲۳۰۵ به‌عنوان یکی از آثار ملی ایران به ثبت رسیده است.